# Chlorure de méthylammonium
Le chlorure de méthylammonium, ou chlorhydrate de méthylamine, est un composé chimique de formule CH3NH3Cl, également écrite CH3NH2·HCl. C'est le sel de méthylamine CH3NH2 et d'acide chlorhydrique HCl. Il se présente sous la forme d'un solide blanc cristallisé combustible mais difficilement inflammable, hygroscopique, à l'odeur ammoniacale, et très soluble dans l'eau. Il est utilisé pour transporter la méthylamine sous forme solide de manière plus sûre que sous la forme gazeuse du composé pur, et est l'un des halogénures de méthylammonium utilisés pour la production de certaines cellules photovoltaïques à pérovskite, en particulier pour moduler l'absorption, la conductivité et la bande interdite des pérovskites en triiodure de plomb méthylammonium CH3NH3PbI3 (MAPbI3) obtenues avec l'iodure de méthylammonium CH3NH3I et l'iodure de plomb(II) PbI2.
On peut l'obtenir en faisant réagir des quantités équimolaires de méthylamine CH3NH2 avec de l'acide chlorhydrique HCl avant évaporation pour laisser un résidu de chlorure de méthylammonium qui peut être cristallisé dans l'éthanol :
CH3NH2 + HCl ⟶ CH3NH3Cl.
Le chlorure de méthylammonium libère la méthylamine lorsqu'elle est en solution alcaline :
CH3NH3Cl + NaOH ⟶ CH3NH2 + NaCl + H2O.